# 奧帕卡 (德羅霍貝奇區)
49°17′10″N 23°17′26″E / 49.28611°N 23.29056°E
奧帕卡（烏克蘭語：Опака）是烏克蘭的村落，位於該國西部利沃夫州，由德羅霍貝奇區負責管轄，面積37.38平方公里，2001年人口1,755，人口密度每平方公里46.95人。